# 康氏躄魚
康氏躄鱼（学名：Antennarius commerson），俗名五腳虎，为輻鰭魚綱鮟鱇目躄魚亞目躄鱼科躄鱼属的鱼类。该物种的模式产地在印度洋。

## 分布
本魚分布印度太平洋區，包括東非、南非、紅海、留尼旺、馬爾地夫、模里西斯、塞席爾群島、泰國、菲律賓、新幾內亞、印尼、澳洲、新喀里多尼亞、帛琉、薩摩亞群島、夏威夷、法屬波里尼西亞、社會群島、羅得豪島、厄瓜多、哥倫比亞、巴拿馬等海域都有其蹤跡。

## 深度
水深0至70公尺。

## 特徵
本魚體似扁球狀，表皮粗糙，具小棘。體色隨環境變化，口大，並布滿細齒。塞孔在胸鰭腋下。第一背鰭棘特化為吻觸手，位於上頷縫合部後，有類似釣竿的功能；胸鰭特化似臂部，用以支撐爬行，具有11枚軟條；臀鰭具軟條8枚。背鰭具硬棘4枚，軟條13枚。體長可達35公分。

## 生態
生活於熱帶淺海，體色與環境相似，長於海綿或礁石間隙中靜止不動，等獵物經過再驟然張口吞食，可以吞下比自己大的獵物。肉食性，以小魚為食。產附著卵，卵團呈帶狀並聚膠質保護。

## 經濟利用
可作為觀賞魚。